# قائمة فنادق تونس

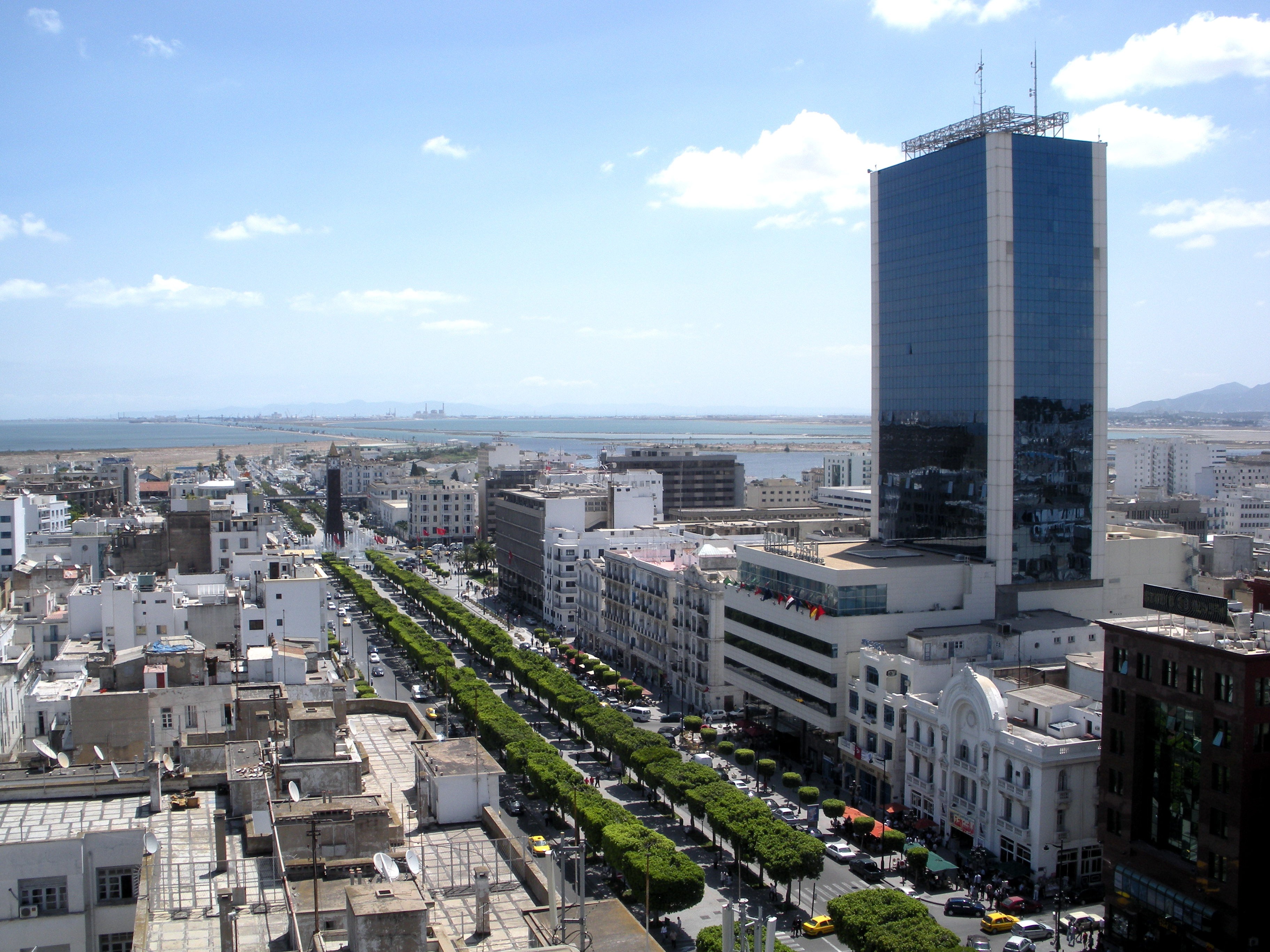
فندق المرادي أفريكا (تونس)

الفندق  (الجمع: فنادق) أو النُزُل  (الجمع: أنزال) هو مسكن يسكن فيه الشخص لوقت قصير مقابل أجر، مؤثث مفروش وقد يكون مزوداً بأجهزة منزلية ووسائل راحة وترفيه؛ مع توفير خدمات الطعام والنظافة والصيانة وغيرها.

## قائمة فنادق تونس
تحتوي هذه القائمة على أسماء فنادق في تونس.
- فندق كارلتون (مدينة تونس)

- دار المنستيري
- دار بلهوان

- فندق المرادي أفريكا (تونس)

- نزل البحيرة (مدينة تونس)
- نزل ماجستيك (تونس)